# Fort Queyras
Fort Queyras autrefois appelé « Château-Queyras », toponyme conservé par le village qui s'étend au pied du fort, est un ancien château fort, de la seconde moitié du XIIIe siècle, remanié par Vauban, autrefois centre de la châtellenie du Queyras, qui se dresse sur le territoire de la commune française de Château-Ville-Vieille dans le département des Hautes-Alpes, en région Provence-Alpes-Côte d'Azur. L'édifice est inscrit au titre des monuments historiques.

## Localisation
Fort Queyras, est situé sur la commune de Château-Ville-Vieille, dans le département français des Hautes-Alpes. Construit en haut d'un piton rocheux (un verrou glaciaire) il barrait la vallée du Guil, aux confins des Hautes-Alpes et de l'Italie, à 50 km de Briançon et à 80 km de Gap. Places-fortes protégeant le Haut-Dauphiné contre les incursions savoyardes ou provençales, il surveillait également l'Escarton du Queyras, qui bénéficiait depuis 1343, comme l'ensemble du Briançonnais, d'une large autonomie.

## Historique

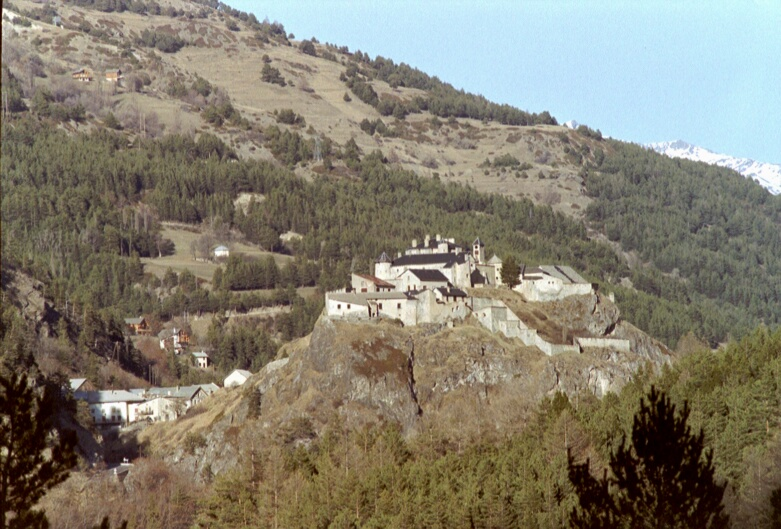
Le château sur son piton rocheux.

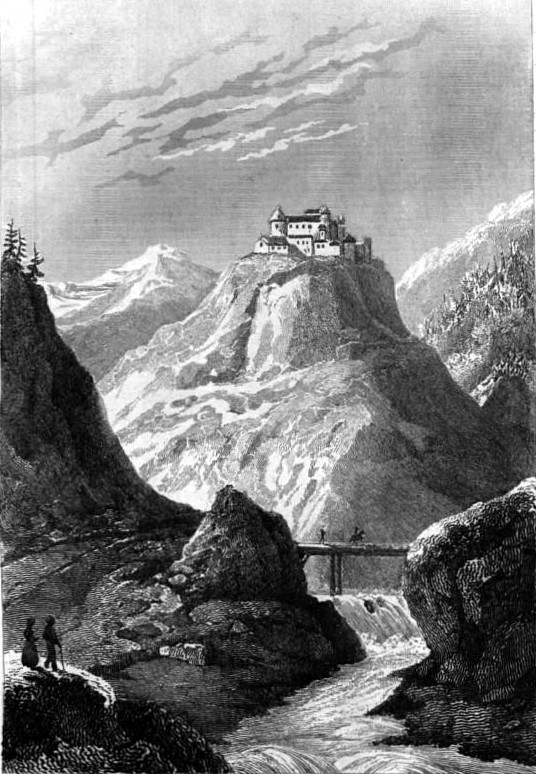
Fort Queyras en 1838.

Fort-Queyras entre dans l'histoire comme château rattaché au Dauphiné en 1265. En 1301, il est fait mention du castrum Cadrassi. Dans la seconde moitié du XVIe siècle, le château est la proie des guerres de Religion. La place servit longtemps de prison, notamment pour des « sorcières » dans l'attente du bûcher.
En 1695, il résiste aux assauts des troupes savoyardes mais le village est partiellement détruit. À la suite de cette dernière invasion, la même année, Vauban vient inspecter la frontière des Alpes et dresse des projets pour rendre le château inviolable. Il dote le fort au nord-est d'une enceinte entièrement nouvelle, avec escarpe, fossé, contrescarpe et demi-lune et prévoit en 1700 une large extension de l'enceinte sur le front ouest. Au milieu du XIXe siècle, on renforce les défenses de l’ouvrage en aménageant des batteries casematées. Le fort fut désarmé de 1940 à 1944, puis rendu à la vie civile en 1967.
Le château appartient aujourd'hui à des propriétaires privés et est ouvert à la visite. En 2021, le château a été adjugé en vente aux enchères publiques au tribunal judiciaire de GAP pour la somme de 661 000 euros.

### Siège d'une châtellenie

#### Organisation
Fort Queyras est le centre d'une châtellenie, dit aussi mandement, du Dauphiné.

#### Châtelains
Le châtelain est un « [officier], nommé pour une durée définie, révocable et amovible »,. Il est chargé de la gestion de la châtellenie ou mandement, il perçoit également les revenus fiscaux du domaine, et il s'occupe également de l'entretien du château.
Le premier compte de châtellenie dont nous disposons date de 1309.
Les châtelains du Queyras, au cours de la période des XIVe et XVe siècles, sont :
- 1328-1329 : Jean de Bellegarde ;
- 1332-1333 : Thiserum Boer ;
- 1333-1345 : Guigues de Lonczon ;
- 1347-1349 : Pierre Alleman ;
- 1353-1356 : Dronet de Mirimont ;
- 1356-1357 : Baudoin Ysoard ;
- 1357-1358 : Bertrand Banil ;
- 1362-1367 : Jacob de Guiermo ;
- 1367-1369 : Pierre Galon ;
- 1386-1387 : Jean Pamot avec pour lieutenant Jean Garcin ;
- 1405-1406 : Guibert de Cosson  ;
- 1428-1429 : Pierre de Creysio avec comme vice-châtelain Albert Alberti ;
- 1459-1460 : nom effacé ; Antoine Roman, vice-châtelain ;
- 1498-1499 : François Borel.

## Protection
Le fort de Château-Queyras (remparts et extérieur des bâtiments), au sommet du verrou barrant la vallée du Guil, à l'entrée de la gorge de la Combe est inscrit au titre des monuments historiques par arrêté du 29 novembre 1948. Des informations complémentaires se trouvent sur la fiche d'inventaire.

## Le château dans les arts et la culture
Le château a servi de cadre à quelques scènes du film Le Bossu (Philippe de Broca, 1997).